# Недоедание
Недоеда́ние (неполное голодание) — общий термин, объединяющий ряд состояний, вызванных недостаточным или неадекватным питанием (неполным или частичным голоданием). Как правило, речь идёт именно о нехватке продуктов питания в рационе, реже — о нарушении пищеварения и всасывания в желудочно-кишечном тракте или избыточной потере питательных веществ. Длительное недоедание грозит истощением. Выраженность недостаточности питания обычно классифицируют тремя степенями тяжести. Для этого рассчитывают дефицит в процентах от нормального веса тела для данного индивидуума.
Признаками продолжительного недоедания являются слабость, худоба, малокровие, нередко некоторая одутловатость.
Недоедание, как нехватка питательных веществ для поддержания нормального функционирования организма, обычно связано с бедностью в развивающихся странах. Однако нарушения питания, как более общий термин, в частности нерациональное питание, наблюдаются и в развитых странах, проявляясь в растущем проценте людей с избыточной массой тела.
При недоедании наблюдается дефицит энергетической ценности пищи (количества калорий), также человеку может не хватать белков, витаминов, микроэлементов. Такие нарушения в обиходе обозначают другими терминами, например авитаминозом, или ещё более узкими, обозначающими выраженную клиническую картину нехватки определённых питательных веществ. Как пример можно привести цингу при дефиците витамина C, пеллагру (причиной является недостаток витамина PP и белков, в особенности содержащих незаменимую аминокислоту триптофан).
Общее голодание приводит к алиментарной дистрофии и квашиоркору (вид тяжёлой дистрофии на фоне недостатка белков в пищевом рационе).

## Определение
По расчётам ФАО, человек должен потреблять 2400—2500 ккал в день. Отчётливо выраженное недоедание наступает тогда, когда человек получает менее 1800 ккал в день, а явственный голод — когда он получает менее 1000 ккал в день.
По оценкам, в мире от 500 млн до 800 млн человек получают менее 1000 ккал в день и ещё 1,5 млрд человек получают 1000—1800 ккал в день.
Важна не только калорийность питания, но и потребление белков. В развитых странах суточное потребление белков на душу населения составляет около 100 г, из которых свыше 50 % приходятся на белки животного происхождения. В развивающихся странах эти показатели равняются соответственно немногим более 50 г и примерно 20 %. При этом при недостаточной калорийности пищи часть белков используется в организме как источник энергии и возникает протеиновое голодание.

## Общая клиническая картина

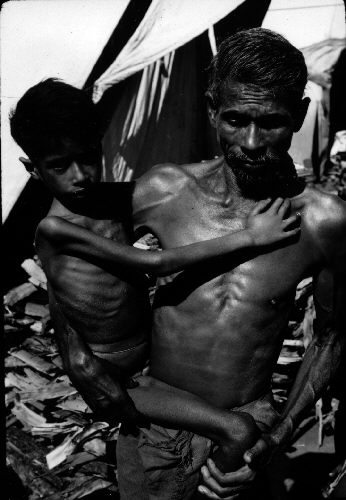
Мужчина и ребёнок с признаками сильного недоедания

При недоедании организм ослабевает, пропадает трудоспособность, течение болезней, особенно пневмоний, замедляется, гораздо хуже заживают раны, в том числе хирургические. Кожа сохнет и шелушится. Появляется общая бледность и одутловатость, поскольку при отсутствии белков в организме снижается онкотическое давление плазмы в крови, то вода не задерживается в сосудистом русле и скапливается в тканевой жидкости, отсюда выражение «пухнуть с голоду». Причина отёков недостаточно выяснена. Могут быть нарушены функции сфинктера мочевого пузыря и заднепроходного отверстия. У мужчин падает потенция, у женщин прекращаются менструации. При частичном недоедании аппетит обычно направлен на недостающий продукт, например жир.
При недостатке питания организм удовлетворяет свои потребности за счёт вещества самого тела, при этом потеря материалов разных органов происходит неравномерно: наименьшие потери несут наиболее важные. Состав крови почти не меняется, поскольку в кровь поступают материалы из разрушающихся тканей. В качестве источника белковых веществ используются мышечные ткани, которые могут потерять до 65 % собственного сухого вещества, жиров — жировых депо, кости теряют минеральные вещества. Углеводы поставляются печенью, сначала из её собственных запасов гликогена, потом из промежуточных продуктов распада белков. Сердце и мозг практически сохраняют свою массу даже у умерших от голода.

## Варианты
При недоедании питание не только может не обеспечивать энергетические потребности организма, но и вызвать нехватку определённых питательных веществ, что вызывает различные патологические проявления.
Белковое голодание
Возникает при нехватке белков.
Количество азота, выделяемого с мочой и калом, выражающее интенсивность белкового метаболизма при данных условиях, тем меньше, чем больше других ингредиентов питания, обеспечивающих энергетические потребности организма, тем не менее распад белков в организме никогда не прекращается, даже при нехватке белков и достаточном поступлении других веществ.
Аминокислотное голодание
Развивается при отсутствии каких-либо незаменимых, то есть тех, которые не могут быть синтезированы в организме, аминокислот. Важнейшими являются триптофан, тирозин, лейцин, цистин. Длительное аминокислотное голодание наиболее ощутимо в период роста организма, который может приостановиться, и даже вероятна потеря массы организма. При появлении достаточного количества всех аминокислот рост возобновляется.
Минеральное голодание
Возникает при нехватке некоторых элементов, например фосфорное голодание, кальциевое голодание. Проявления наиболее заметны на растущих организмах. Для правильного роста некоторых тканей, например костной, важную роль играет не только количество необходимых минералов, но и их соотношения, например отношение кальция к фосфору при рахите.
Липидное голодание
Нехватка липидов. Липиды — жиры и жироподобные вещества, многие из них необходимы для жизнедеятельности, но не все из них могут синтезироваться в организме с достаточной скоростью. Частным случаем липидного голодания является рахит (D-авитаминоз).

## Глобальная проблема
На сегодняшний день недоедание продолжает оставаться общемировой проблемой. Эксперты ВОЗ считают недоедание самой большой угрозой для здоровья населения во всём мире. При этом улучшение характера и сбалансированности питания населения широко рассматриваются в качестве наиболее эффективных мероприятий, помогающих преодолеть данную проблему. Чрезвычайные меры включают преодоление последствий, вызванных недостаточностью микроэлементов в организме, с помощью специальных добавок (например, арахисовое масло) или применения фармацевтических препаратов с содержанием микроэлементов в возрастных дозировках.
Убедившись, что негативные последствия, влияющие на урожай, в будущем будут сведены к минимуму, начинают долгосрочные программы, направленные на улучшение культуры земледелия с целью повышения эффективности аграрного сектора, увеличения его прибыльности и урожайности. Перечисленные мероприятия направлены в основном на помощь фермерам. Тем не менее структуры Всемирного банка стараются ограничить государственные субсидии для фермеров на приобретение удобрений, так как их неконтролируемое использование способно отрицательно сказаться на состоянии экосистемы и здоровье человека, и встречают протесты со стороны различных групп гражданского общества или общественных организаций.
По данным одного из крупнейших аналитических центров Гонконга — Asian Patrion Portal, недоедание населения жителей Юго-Восточной Азии и Африки носит системных характер и вызывает недостаток в организме дорогостоящего животного белка. Ёмкость рынка животного белка была оценена в 180 млн тонн, а стоимость — более 6 млрд долларов в год. Выводы, к которым приходит Asian Patrion Portal: ни одна частная, пусть даже очень крупная компания не способна решить проблему заполнения этого рынка, поэтому проблему недоедания в регионе можно решать только сообща.

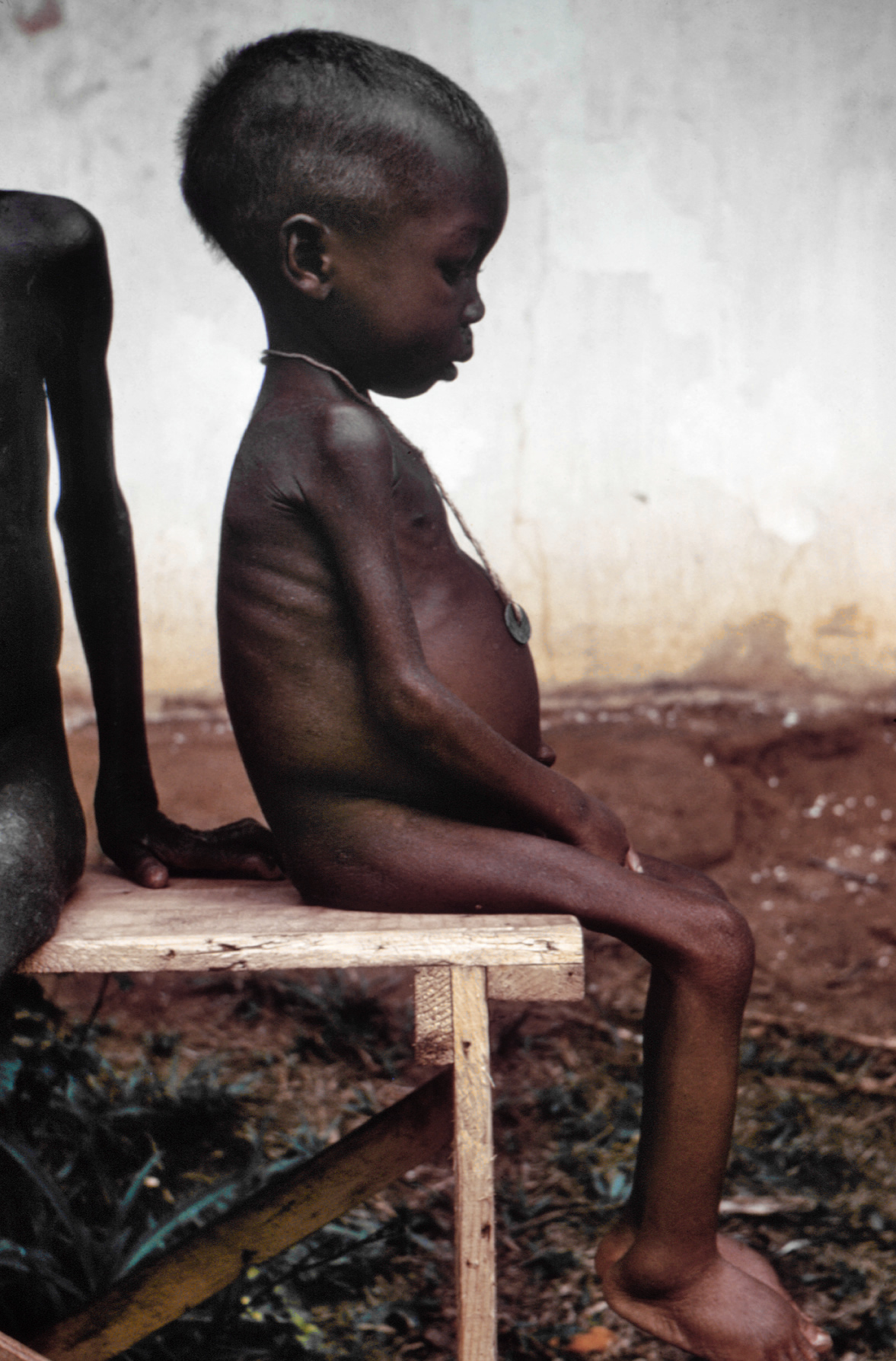
Квашиоркор у ребёнка (лагерь для беженцев времён Нигерийской гражданской войны, 1967—1970 гг.)

### Смертность
В докладе ООН по вопросам потребления пищи с 2000 по март 2008 года Жан Зиглер отметил, что смертность от недоедания составила 58 % от общей смертности в 2006 году. «Ежегодно в мире по разным причинам умирает около 62 миллионов человек, при этом каждый двенадцатый человек во всём мире страдает от недоедания. В 2006 году более 36 миллионов умерли от голода или болезней, связанных с недостатком микроэлементов».
По данным Всемирной организации здравоохранения, недоедание (недостаточность питания), безусловно, вносит самый весомый вклад в структуру детской смертности, являясь одной из причин в половине всех случаев. Ежегодно от голода умирает шесть миллионов детей.
Недоедание в первые два года жизни является необратимым, то есть его последствия практически неустранимы в будущем. Дети в условиях недоедания растут с худшими показателями здоровья и более низким образовательным потенциалом, усугубляемым бедностью. Их собственные дети, как правило, меньше. Ранее недоедание рассматривалось исключительно с позиции осложнения течения болезней (кори, пневмонии и диареи). Однако само по себе недоедание (в отсутствие болезней) может приводить к фатальным последствиям.

## Причины недоедания
- Голод
- Бедность
- Заболевания желудочно-кишечного тракта
- Нарушения всасывания
- Депрессия
- Нервная анорексия
- Соблюдение поста
- Кома
- Алкоголизм
- Перенаселение[нет в источнике][16][неавторитетный источник]
- Промышленные способы переработки пищевых продуктов
- Некоторые диеты для похудения

## Статистика

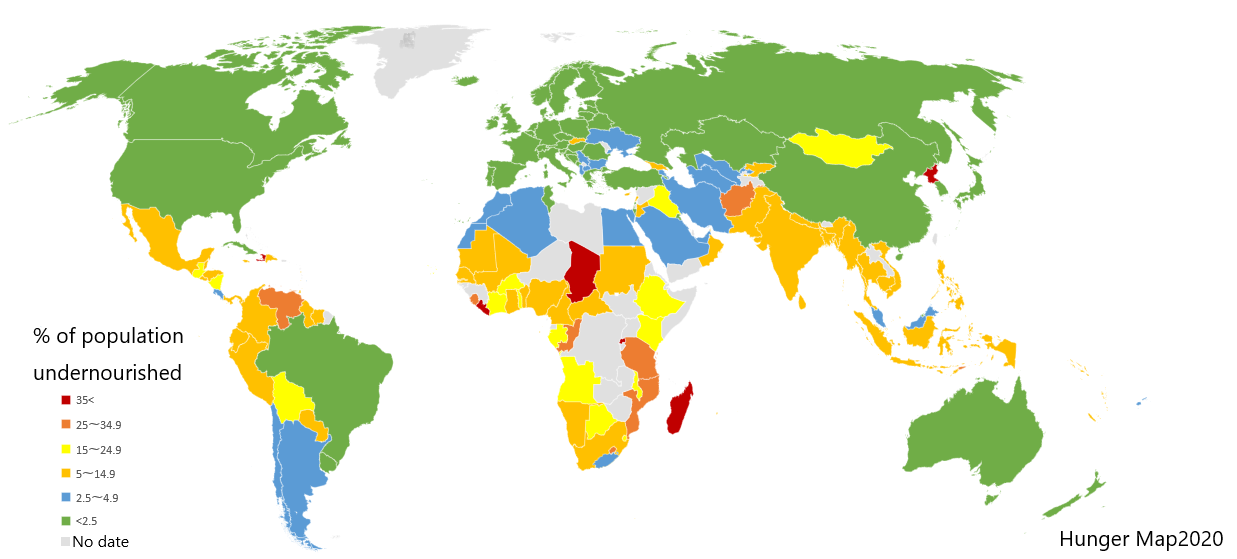
На карте мира отмечены страны, население которых страдает от недоедания

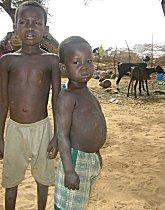
Голодные дети в Нигере во время массового голода 2005 года

Согласно отчёту Продовольственной и сельскохозяйственной организации ООН, в 2001—2003 году в следующих странах было зарегистрировано более 5 миллионов человек, страдающих недоеданием:
| Страна                           | Количество недоедающих, млн |
| -------------------------------- | --------------------------- |
| Индия                            | 196,0                       |
| Китай                            | 140,5                       |
| Бангладеш                        | 43,1                        |
| Демократическая республика Конго | 37,0                        |
| Пакистан                         | 35,2                        |
| Эфиопия                          | 31,5                        |
| Танзания                         | 16,1                        |
| Филиппины                        | 15,2                        |
| Бразилия                         | 14,2                        |
| Индонезия                        | 13,8                        |
| Вьетнам                          | 13,8                        |
| Таиланд                          | 13,4                        |
| Нигерия                          | 11,5                        |
| Кения                            | 9,7                         |
| Судан                            | 8,8                         |
| Мозамбик                         | 7,9                         |
| Северная Корея                   | 7,2                         |
| Йемен                            | 7,1                         |
| Мадагаскар                       | 6,5                         |
| Колумбия                         | 5,9                         |
| Зимбабве                         | 5,7                         |
| Мексика                          | 5,0                         |
| Замбия                           | 4,9                         |
| Ангола                           | 4,8                         |

По данным ВОЗ, до 20—25 % детей в развивающихся странах страдают от белково-калорийной либо другой недостаточности питания.

## Патологические последствия недоедания

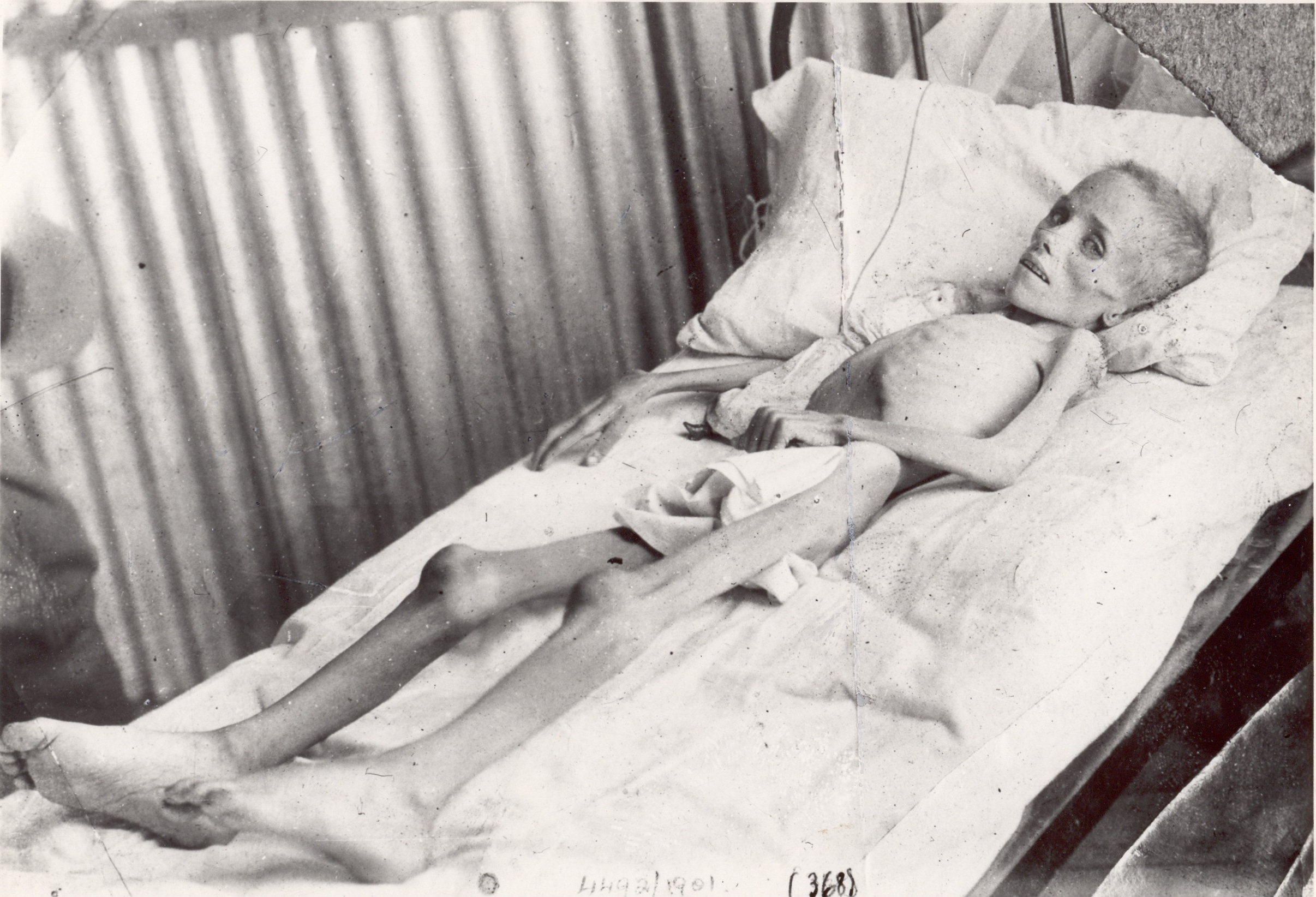
Кахексия

- Алиментарная дистрофия
- Кахексия
- Квашиоркор

## Патологические причины недоедания
Симптомы недоедания могут быть вызваны нарушениями возможности приёма или усвоения пищи. Нарушение поступления питания в организм может происходить из-за заметного отсутствия аппетита (анорексия), являющегося следствием болезней желудочно-кишечного тракта, инфекционных болезней, злокачественных опухолей, экзогенных и эндогенных отравлений, сильной боли и так далее. Сопутствуя некоторым психическим расстройствам, анорексия может иметь нервно-психический характер.
Затруднения поступления пищи в пищеварительную систему и её продвижения по ней могут быть вызваны нарушением глотания, а также некоторыми механическими препятствиями: стенозом и опухолями пищевода, пилоростенозом, кишечной непроходимостью, а также резким ослаблением перистальтики кишечника.
Нарушения переваривания и всасывания питательных веществ происходят вследствие недостаточной секреции пищеварительных соков, низкой активности ферментов, нарушения пристеночных процессов в кишечнике. Причины этого могут быть самыми разнообразными.
Мальабсорбция
Мальабсо́рбция (синдром нарушенного внутрикишечного всасывания) (от лат. malus — плохой и лат. absorptio — поглощение) — потеря одного или многих питательных веществ, поступающих в пищеварительный тракт, обусловленная недостаточностью их всасывания в тонком кишечнике.

## Лечение
Лечение состоит в устранении основной причины (недостатка продуктов питания или патологии) или в искусственном введении пищи. При инфекционных заболеваниях, если нет особых противопоказаний, насильственное кормление не рекомендуется, аппетит обычно восстанавливается по мере выздоровления. Тем не менее необходимо употребление достаточного количества воды или витаминизированных соков.

## У грудных детей
Хроническая нехватка питания у детей раннего возраста, вызванная недостаточным поступлением в организм питательных веществ либо нарушением их усвоения и приводящая к снижению массы тела, называется гипотрофия. У недоедающих детей увеличивается заболеваемость, с этим связана высокая смертность, главным образом от инфекций.
При грудном вскармливании недоедание (недокорм) бывает вызван неправильным функционированием организма как самого ребёнка, так и матери.
У младенца могут быть:
- слабость сосания у детей недоношенных или с органическими поражениями мозга плода,
- затруднённое сосание из-за пороков полости рта,
- обильная рвота, связанная с нервными расстройствами,
- пилоростеноз (сужение выходного отдела желудка[20]),
- инфекция,
- расстройство пищеварения,
- отсутствие аппетита.

У матери могут быть:
- плоские соски,
- заболевания грудной железы,
- гипогалактия — недостаточное выделение материнского молока[2].

Качественное недоедание при кормлении грудью не имеет заметного значения, так как состав материнского молока редко заметно отклоняется от нормы. Потеря организмом способности задерживать соли приводит к «внутреннему» солевому голоданию. Если ребёнок долгое время питается слишком однообразно, например исключительно коровьим молоком, у него появляются признаки относительного недоедания.
При количественном недоедании могут наблюдаться беспокойство, продолжительный крик, особенно после кормления, уменьшение числа мочеиспусканий, сухие красные слизистые оболочки, прекращение повышения веса, задержка стула, при этом он имеет вид голодного стула: скудный, сухой, со слизью. В некоторых случаях дети, наоборот, становятся слишком спокойными. Бывает, что симптомы недоедания у детей похожи на признаки перекорма: рвота, частый диспептический стул, метеоризм. Последствия количественного недоедания тем опаснее, чем моложе ребёнок.
При искусственном вскармливании у здоровых детей количественное недоедание случается достаточно редко, качественный недокорм встречается, одной из причин может служить использование чрезмерно разведённого молока. Большое значение имеет нехватка углеводов, в первую очередь сахара, а также недостаток солей, которые могут быть вызваны несбалансированным составом питательных смесей. Относительный избыток углеводов приводит к мучному расстройству питания, но в развитых странах практически не встречается.
К качественному недоеданию относится и нехватка воды, что может привести к повышению температуры, резкому снижению массы тела, токсическому дыханию, рвоте, затемнению сознания и тому подобное. Нехватка воды усугубляет и все прочие формы недоедания.
Лечение определяется причиной недокорма: например, при уродствах ребёнка и при недостатках материнской груди используют сцеженное молоко или кормят через так называемую накладку. Рвота, связанная с инфекцией, проходит с прекращением вызывавшей её болезни. Увеличивать пищевой рацион после продолжительного недоедания следует постепенно и осторожно, так как недоедающий теряет способность усваивать пищу в нормальных объёмах.

## Лечебное голодание
Разгрузочно-диетическая терапия — отказ от употребления некоторых продуктов и ограничение в количестве пищи применяются в первую очередь при лечении ожирения, а также других заболеваний, связанных с нарушением обмена веществ, — ревматизма, подагры, сахарного диабета, гипертонической болезни, атеросклероза, язвенной болезни, бронхиальной астмы и других. При нефрите рекомендуется ограничивать потребление белков, чтобы организм больного удовлетворял свои энергетические потребности по возможности за счёт белков. Это позволит уменьшить количество азотсодержащих продуктов, выделяемых почками, что снизит нагрузку на них.
Разгрузочно-диетическая терапия противопоказана при злокачественных опухолях, заболеваниях крови, туберкулёзе, декомпенсированных пороках сердца и других.